# SU-100P
SU-100Pとはソビエト連邦で試作された100mm砲を積む自走砲である。ウラルマーシュの重車両生産部門であるOKB-3が設計した。設計主務はレフ・ゴルリツキー。 (ロシア語: СУ-100П, GABTU(装甲車両総局)での呼称は「オブイェークト105」)SU-100Pの用途は敵の火点を制圧し破壊することである。また領域への侵入を拒否すること、装甲化された敵兵力との交戦、さらに対砲兵任務も行える。

## 経歴
1945年の第二次世界大戦終了後、ソビエト連邦は新型の対戦車車両と突撃砲の開発計画を始めた。主な目的は直射によって敵装甲車両を排除することだった。この時代、ヨーロッパとアメリカ合衆国では近接距離から射撃ができる砲を開発していた。こうした砲は徐々に牽引砲を置き換え始めた。自走砲の代替の利かない地位は局地での衝突の中で明らかになった。ソ連で用いられている砲は、近接距離での射撃に必須の照準装置を装備していたものの、こうした砲の砲身にかけられる最大仰角は15度から20度だった。これは自走砲の性能を大きく減じており、特に牽引砲に比較した場合にそうだった。
第二次世界大戦中の東部戦線での運用経験が集積され、OKB-3のL・I・ゴルリツキーは新しい砲のための2つの計画を準備していた。1948年6月22日、ソ連は命令書No.2292-935を出し、OKB-3は指示に準拠してSU-100Pの設計にとりかかった。
SU-100Pの設計は主にOKB-3が担当した。ただし、主砲であるD-50/D-10は別個にOKB-9が開発した。試作車両の開発後、1948年の秋、SU-100PとSU-152Gがともに工場での試験をうけた。試作車両にはいくつかの問題点があり、支持機構に信頼性が欠け、自走砲の射撃の際には安定性が不十分だった。
1949年10月、SU-100PはSU-152GおよびSU-152Pとともに安定性の試験に参加した。ここではSU-100Pのシャーシの欠陥が発見された。車体を改修し、見つかった欠点を除く作業が1955年6月まで続けられ、その後SU-100PとSU-152Gはソ連陸軍の任務に使われることが許可された。しかし1955年、自走砲の大半の製造作業はニキータ・フルシチョフによって中止され、SU-100Pが量産に移ることは無かった。

## 設計

### 車体、砲塔
SU-100Pは車体上に開放式の砲塔を載せている。悪天候の下では天蓋で戦闘室を覆うことができる。車体は3つの区画で分けられている。機関室、操縦区画、戦闘室である。エンジンと変速機は車両の前方右側に収容される。前方の左側部分には操縦区画が設けられた。車両の中央部は戦闘室であり、箱型をした砲塔に主砲が載せられた。車両を運用するには乗員4名が必要である。車体の装甲は厚さ25mm、一方で砲塔の装甲は厚さ15mmである。

### 兵装
SU-100Pの主兵装はD-50/D-10 100mm砲である。開発は1947年、No.9工場の設計部門でF・F・ペトロフの率いる設計班が行った。SU-100Pは徹甲弾、榴弾を射撃できる。車両は砲弾50発を搭載できる。砲の水平射界は左右143度ずつ、また最大仰角は37度、俯角が-4度である。近接射撃にはZIS-3パノラマ式照準装置が用いられる。また直射で砲の狙いを定めるためにはOP-2照準眼鏡が使われる。

### 通信装置
SU-100Pは外部と連絡を取るために10 RT-26無線装置を装備している。乗員間ではTPU-47-3インターコムを用いて通信する。同様に発光信号も使われる。

### エンジン、変速機
SU-100PはV-105(V-54-105)エンジンで駆動する。これはV12、4ストロークのディーゼルエンジンで400馬力を出力する。V54エンジンを改修した型であり、以下の調整が加えられた。
- NK-10ポンプのスプリングコレクターが廃止された。
- 吹出ノズル、吸気マニホールド、ファンドライブ、水ポンプカバーが改良された。
- 別のブラケットにKimaf-STZオイルフィルターが装備された。
- G-74 3kW発電機が内蔵された。
- モーターが強化された。
- ラジエーターグリルがより冷却効率の良いものに変更された[7][8]。

### 車体
SU-100Pのシャーシには6組の転輪が付けられ、上部転輪は3組が装備されていた。起動輪と誘導輪は各1組である。

## 派生型
SU-152G(Obj 108)
SU-100Pのシャーシを利用した自走砲。152mm D-50/D-1榴弾砲を装備する。
BTR-112(Obj 112)
SU-100Pのシャーシを利用した装甲兵員輸送車。
SU-152P(Obj 116)
SU-100Pのシャーシを利用した自走砲。152mm M-53カノンを備える。
SPU-117(Obj 117)
改修したSU-100Pのシャーシにサーチライトを載せ、夜間戦闘中の他車の支援に用いるもの。
GMZ-1(Obj 118)
SU-100Pのシャーシを利用した地雷敷設車両。
GMZ-2(Obj 118-2)
SU-100Pのシャーシを利用した地雷敷設車両。
ZSU-37-2 イェニセイ自走対空砲(Obj 119)
SU-100Pのシャーシを利用した自走対空砲。
SU-152タラン(Obj 120)
試作自走砲。
2K11クルーグ対空ミサイルシステム(Obj 123)
SU-100Pのシャーシ上に2K11クルーグ対空ミサイルシステムを搭載したもの。
1S32(Obj 124)
2K11クルーグ対空ミサイルシステムに随伴するミサイル誘導システム。
2K10ラドガ(Obj 125)
SU-100Pのシャーシ上に戦術弾道ミサイル
2K10ラドガ(Obj 126)
SU-100Pのシャーシ上に戦術弾道ミサイル
オブイェークト127(Obj 127)
設計図のみ存在する。積み重なった戦車や他の標的を片づける特殊戦闘車両。
オブイェークト130(Obj 130)
設計図のみ存在する。自走対空砲。
2S3アカーツィヤ 152mm自走榴弾砲(Obj 303)
1960年代後期、SU-100Pのシャーシが2SZアカーツィヤ自走榴弾砲のベースに用いられた。
2S4チュリパン 240mm自走迫撃砲(Obj 305)
重自走迫撃砲。
オブイェークト306(Obj 306)
多目的コンベアトラクター。
2S5ギアツィント 152mm自走カノン砲(Obj 307)
自走砲。
Buk-M1-2 SAMシステム 9S18M1-1 Tube Arm 目標捕捉レーダー(Obj 308)
9K37ブーク・ミサイルシステムに随伴する目標捕捉レーダー。
1K17スジャティエ(Obj 312)
自走レーザーシステム。敵の光学電子装置を妨害する。
2S11ギアツィント-SK(Obj 313)
2S5ギアツィント-S自走砲の改修型。
GMZ-3 (Obj 318)
地雷敷設車両。
オブイェークト319 (Obj 319)

## 残存車両
- ロシア:
  - クビンカ：クビンカ戦車博物館には試作車両が1両、展示状態で保管されている。